# Codex Mosquensis I
Il Codex Mosquensis I (Gregory-Aland: Kap o 018; von Soden: Απρ1) è un manoscritto onciale del Nuovo Testamento, scritto in lingua greca e datato paleograficamente al IX secolo.

## Testo
Il manoscritto contiene il testo quasi completo delle lettere cattoliche e delle lettere di Paolo, con l'eccezione di due lacune, Lettera ai Romani 10,18-Prima lettera ai Corinzi 6,13 e Prima lettera ai Corinzi 8,8-11. Precedentemente conteneva anche gli Atti degli Apostoli, andato poi perduto.
Il testo è scritto su 288 fogli in pergamena (338 x 242 mm), in 2 colonne per pagina e 27 linee per colonna, in scrittura onciale (maiuscola), ma separato in paragrafi da commenti in corsivo. Contiene accenti.
Il testo greco del codice è rappresentativo del tipo testuale bizantino; Aland lo collocò nella Categoria V.

## Storia
Il codice fu traslato dal monastero di Dionysiou a Monte Athos a Mosca, dove è conservato al Museo statale di storia (V. 93). Fu studiato da Johann Martin Augustin Scholz, collazionato da Christian Frederick Matthaei e citato in tutte le edizioni a partire da Konstantin von Tischendorf.